# یواس‌اس لوانت (۱۸۳۷)
یواس‌اس لوانت (۱۸۳۷) (به انگلیسی: USS Levant (1837)) یک کشتی بود که طول آن ۱۳۲ فوت ۳ اینچ (۴۰٫۳۱ متر) بود. این کشتی در سال ۱۸۳۷ ساخته شد.